# Aeroporto di Hof-Plauen
L'aeroporto di Hof-Plauen è un aeroporto tedesco, situato cinque chilometri al sud-ovest della città Hof nel nord-est della Baviera.

## Storia

### Aeroporto sullaHohe Saas
Nel 1920 due associazioni aeronautiche di Hof cominciarono ad utilizzare un terreno nella periferia di Hof come aeroporto provvisorio. Fu ampliato poco dopo e dal 1927 c'erano voli di linea Fürth – Hof – Lipsia. Questo aeroporto fu usato fino alla fine della seconda guerra mondiale, ma in seguito l'esercito degli Stati Uniti usò quest'area per costruire una stazione radar.

### Dopoguerra
L'Aero-Club Hof, fondato nel 1950, cercava un'area per costruire un aeroporto nuovo, e la trovò vicino a Pirk, circa cinque chilometri a sud-ovest di Hof. Dopo quattro anni di lavori l'aeroporto fu inaugurato nel 1968, con una pista di asfalto lunga 720 metri.

### Inizio di voli charter e voli di linea nel 1972
Dal 1972 si offrono voli di linea giornalieri per Francoforte sul Meno, dal 1985 al 1992 perlopiù con un Dornier Do 228 e poi con moderni aerei a turboelica (tipi Dash 8 e ATR 42). Cirrus Airlines ha annunciato che userà un Dornier Do 328 dal marzo 2010. Le destinazioni più importanti erano tra l'altro Maiorca, Creta, Rodi, Tunisia e la Spagna continentale. Per una breve durata esistevano anche voli di linea per Monaco di Baviera.
Nonostante tanti passeggeri per i voli charter verso il Mar Mediterraneo hanno dovuto fermare questo servizio nel 2002, perché la pista d'atterraggio è lunga solo 1480 metri: troppo corta per aerei come il Boeing 737 che si usano di solito per voli charter.
Attualmente (gennaio 2010) esiste solo un volo di linea, quella per Francoforte sul Meno. È operato da Contact Air fino a febbraio 2010, dopo la compagnia Cirrus Airlines assumerà il servizio. Ci sono tre voli al giorno per Francoforte, dal lunedì al venerdì.
Inoltre l'azienda Fair Air offre voli charter come aerotaxi.

## Piani per l'ampliamento
La città di Hof voleva estendere la pista a 2480 metri per modernizzare l'aeroporto e per creare la possibilità di ricominciare con voli internazionali. Ci sono state molteplici discussioni sulla necessità di questi piani. Le critiche dicono che l'aeroporto di Norimberga è vicino (da raggiungere in due ore) e non ci sarebbero abbastanza passeggeri che userebbero le offerte nuove. Il piano di ampliamento non è stato permesso dall'ufficio aeronautico del land di Baviera, e anche una causa non ha avuto successo. Adesso l'aeroporto sarà solo modernizzato.